# Dicranota platymera
Dicranota (Rhaphidolabis) platymera là một loài ruồi trong họ Pediciidae. Chúng phân bố ở vùng sinh thái Palearctic.